# Parasphaerocera striata
Parasphaerocera striata är en tvåvingeart som först beskrevs av Malloch 1925.  Parasphaerocera striata ingår i släktet Parasphaerocera och familjen hoppflugor. Inga underarter finns listade i Catalogue of Life.